# Publius Aelius Paetus (Kr. e. 201)
Publius Aelius Paetus (Kr. e. 3. század – Kr. e. 174.) római politikus, hadvezér, jogász, a plebeius Aelia gens tagja volt. Fivére, Sextus Aelius Paetus Catus szintén híres jogász volt.
Nagy valószínűséggel Quintus Aelius Paetus gyermeke volt, aki pontifexként és consuljelöltként esett el a cannae-i csatában. Jómaga Kr. e. 204-ben lett aedilis plebis, Kr. e. 203-ban praetor urbanus, Kr. e. 202-ben pedig magister equitum volt. Végül Kr. e. 201-ben consul lett Caius Cornelius Lentulus társaként. Praetorként ünnepélyes hálaadást (supplicatio) rendelt el a Syphax felett kivívott győzelem örömére, majd Hannibal ugyanebben az évben történő hazatávozását újabb ötnapos supplicatióval ünnepeltette meg.
Consuli évében Itália ügyeit intézte: konfliktusba keveredett a Pó vidékén élő boi keltákkal, illetve kiegyezett az ingaunus ligurokkal. Ugyanebben az évben decemvir lett, feladata Publius Cornelius Scipio Africanus Afrikában harcolt veteránjainak letelepítése volt. Később fivérével, Sextusszal és Cnaeus Cornelius Lentulusszal együtt triumvir lett, és az umbriai Narnia (ma Narni) város ügyében kellett ítélkeznie (a colonia lakói ugyanis panaszkodtak, hogy a telepesek száma nem megfelelő, és sokan jogtalanul annak nevezik magukat).
Kr. e. 199-ben Scipio Africanus censortársa lett. Később augur lett, és Kr. e. 174 során halt meg a pestisjárványban. Jogi munkássága ismeretlen, de Pomponius szerint azok közé tartozott, akik professzionálisan művelték a római jogot.
Fia, Quintus Aelius Paetus szintén consuli rangra emelkedett.